# Mező Mihály
Mező Mihály (Gyula, 1978. augusztus 1. –)  magyar énekes-gitáros zenész, többek között a Magna Cum Laude énekese. 
2015‑2018 között levelező tagozaton tanult a Baptista Teológiai Akadémián, szakirányként a misszió szakon, ahol 2018-ban teológiai diplomát szerzett

## Élete
Szülei doboziak, három testvére van: Kitti, Tünde és Róbert.
1984 és 1992 között Dobozon végezte az általános iskolát. Már 1989-ben fellépett a település hagyományőrző cigány együttesében, amelynek művészeti vezetője az édesapja volt. Édesanyja is zenészcsaládból származik, hegedűn, nagybőgőn, cimbalmon játszanak tagjai. Ezután Gyulán a Göndöcs Benedek Szakképző Iskola és Kollégiumban először a kosárfonó, majd a faműves szakmát tanulta ki. Tanárai biztatására, a szakmunkás vizsgák letétele után nappali tagozatos képzésben le is érettségizett. Később asztalosműhelyben is dolgozott, és lakberendező is lett, de a zene játszott központi szerepet az életében.
Középiskolai évei alatt, 1992–1996 között a Három amigo iskolai zenekarban zenélt. 1999-től Hevesi Imre La bomba nevű együttesének alapító tagja és évekig szólistája volt – ami repertoárján széles zenei skála szerepelt: a chilei dalokon át a gipsy, spanyol, afro-kubai népzenéig, – amiből 2005-ben összeegyeztethetetlenség miatt kizárták.
1999-ben alakult meg a Magna Cum Laude zenekar, amelyben azóta is énekel. Tíz év alatt országosan ismertté váltak. 2007-ben „az év hazai popalbuma” kategóriában (a Minden állomással) Fonogram-díjat nyertek. 2009-ben a banda 10. évfordulóján jelent meg a 999 című album, és az együttes a Petőfi Csarnokban adott jubileumi koncertet. Több számuk is felkérésre készült. 2007-ben Boros Gyula szervezőnek felajánlották a Színezd újra! című dalt a Szegedi Ifjúsági Napok (SZIN) himnuszának. A Pálinkadal Buza Sándor műsorvezető felkérésre készült, és ő is pályázta a Pálinkafesztiválra – bár ott nem nyert, berakták a repertoárjukba, és később számos sikert arattak vele. A Vidéki Sanzon című dal pedig a 2007-ben elkészült S.O.S. szerelem! című film betétdala lett. 2011-ben egy 25 fős katonazenekarral, az ABS Big Banddel közös projektben néhány Magna-dalt áthangszereltek szvingritmusra. A Művészetek Palotájában előadott koncert után a Margitszigeti Szabadtéri Színpadon is felléptek ugyanezzel a felállással. Az együttes ünnepi fellépésein együtt énekelhetett Lukács Lászlóval, Révész Sándorral, Pataki Attilával, Nagy Feróval és Lovasi Andrással is.
Számos jótékonysági akció együttműködője, kezdeményezője. Egy 2010-ben Dobozon tartott jótékony célú Mikulás-ünnepség keretében értékes hangszercsomagot ajándékozott egykori iskolájának. 2011-ben a Hajrá Peti! Alapítvány kezdeményezésére, 19 énekes társával együtt elénekelték a Váltsd valóra című dalt, a rászoruló családok felvilágosítását célzó kampány keretében, és a szervezet több akciójában is részt vesz. Folyamatosan segíti a Zenével a Rákos Gyermekekért Alapítvány munkáját – 2014-ben például 14 gitárt is szerzett az alapítványnak, amiket tehetséges gyerekek kaptak meg. Dolgozik a Baptista Szeretetszolgálatnál, 2014-től pedig a MOL Motoros Family nagykövete is. Zenekarával a tehetséges fiatalok, valamint a hátrányos helyzetben lévők megsegítésére létrehozták a Magna Cum Laude Alapítványt. 2011-ben például 24 tonnányi élelmiszert és más szükségleteket, adományokat szállíttatott a Böjte Csaba által vezetett gyergyószentmiklósi Szent Anna Otthonba.
A The Voice tehetségkutató verseny 2012–2013-as évadjának egyik „Mestere” volt, Malek Andrea, Somló Tamás és Molnár Ferenc Caramel társaságában. Ez után 2014–2015-ben felkérték a TV2-n a Rising Star zenei tehetségkutató műsor első évadában zsűritagnak. 2017. december 6-án jelentették be, hogy a Duna eurovíziós dalválasztó műsorának, A Dal 2018-nak lett az egyik zsűritagja, aminek 2019-es adásba is visszatért.
2014-ben Farkas Róbert meghívta és csatlakozott a Budapest Bár énekesei közé a zenekar ötödik nagylemezére és koncertjeikre.
2016-ban Szűcs Krisztiánnal – aki a „másik frontember” –, Mihalik Ábellel és Szepesi Zsolttal közösen megalapították a NAZA nevű zenekart. Ebben a leginkább popos, de mégis eklektikus hangszerelésű formációban nem csak énekes-frontember, basszusgitározik is.
Vendégként hívták koncertezni 2018-ban Nagy Feró életműkoncertjére, a Neoton Família sztárjai az Arénába, vagy korábban az Ismerős Arcok a PeCsába, de többször együtt énekelt Bangó Margittal is – a Budapest Bárral és akkor is, amikor Anthony Bourdain Magyarországon forgatta gasztrofilmjét a CNN-nek.
Külön nem „hirdeti”, de felvállalja, fontosak számára a gyökerek és a hit. Édesanyja halála után tért meg. A Baptista Teológiai Akadémia misszió szakán 2018-ban teológiai diplomát szerzett, hogy minél többet megtudjon a Bibliáról, a hitről, Istenről. Szakdolgozata olyan zenészekkel készített interjúkon alapul, akik vallásosak, mint például Pajor Tamás, vagy Szikora Róbert. Ellátogatott a fiatalkorúak börtönébe is, ahol beszélt arról, hogy azok számára sem reménytelen a siker, akik szegény cigány családba születnek. A reformáció ötszázadik emlékévében a „Reformáció arcai” kerekasztalbeszélgetés-sorozat első vendége és a Papp László Budapest Sportarénában rendezett megemlékezés egyik fellépője volt. 2016 óta zsűritagja a Szikra díjnak.
Az énekes igyekszik távol tartani magánéletét a bulvártól, hogy minél több és minőségi időt töltsön szeretteivel. 2010-ben alapított családot. Felesége, Dóri, pedagógusként dolgozott. A 16. kerületben laknak. Gyermekeik: Nimród, 2012-ben, Bíborka 2015-ben, Boróka 2017-ben született. A Szentmihályi Játszókert Óvoda Bercsényi utcai Tagóvodájának felújítási munkálataihoz szervezéssel, anyagilag és tevőlegesen is hozzájárult.

## Díjak, elismerések
- Karácsonyi pályázat első hely, Göndöcs Benedek Szakképző Iskola és Kollégium[1]
- EDÜ népdal, hangszeres népzene kategória (zenekar) arany minősítés (1997)[1][30]
- EDÜ népi iparművészet kategória arany minősítés (1997, 1999)[1][30][31]
- Országos Vándorlegény Pályázat első hely – Országos Népművészeti Kiállítás a Néprajzi Múzeumban[1]
- Göndöcs Benedek-díj szorgalmáért és közösségi munkájáért, Göndöcs Benedek Szakképző Iskola és Kollégium (2000)[1]
- Doboz díszpolgára (2018)[32]
- 2018 Baptista Művésze, Baptista Művészeti Napok (2018)[33]
- Budapest XVI. kerület díszpolgára (2019)[15][34]
- A Petőfi Zenei Díj 2019 év férfi előadója jelöltje (2019)[35]

## Diszkográfia

### Magna Cum Laude
Albumok
- Hangolj át (CD, album, Magneoton, 2003)
- Minden állomás (CD, album, Magneoton, 2006) 2007[38]
- Magnatofon (CD, album, Magneoton, 2007)
- Jubileum 1, 2 (DVD-V, PAL / 2xCD, album, Magneoton, 2009) 2010[38]
- 999 (CD, album, Magneoton, 2009) 2011[38]
- Csak ülünk és zenélünk (CD, album, Magneoton, 2010)
- Belső Égés (CD+DVD, Magneoton, 2010)
- Köszönet (CD, album, Warner Music Group, 2014)
- Gyulai Húszfeldolgozó part1 / part2 (2 CD, album, M-Prod Artist, 2019) 2019[38]

Kis- és középlemezek
- Osztály (CD, maxi, Family (2), 2003)
- Ha lemegy a nap (CD, maxi, Magneoton, 2003)
- Te légy most… (CD, single, Magneoton, 2005)
- Vidéki Sanzon (CD, maxi, Magneoton, 2005)
- Magna Cum Laude Feat. Sub Bass Monster – Lehet, hogy eltört (CDr, single, Magneoton, 2006)
- Visszhang (CDr, single, Magneoton, 2007)
- Átkozott nők (CDr, single, Magneoton, 2008)
- Gondatlanságból elkövetett emberölelés (CDr, single, Magneoton, 2008)
- Te leszel az ajándék a fa alatt! (single, Magneoton, 2011)
- Mid nem voltam még neked (single, Magneoton, 2012)
- Köszönet (DJ Junior & Roger Slato Remix) (maxi single, Magneoton, 2013)
- Nem, Nem, Nem (single, Magneoton, 2014)
- Tájról tájra (single, Magneoton, 2015)
- A legjobb otthon (single, Magneoton, 2015)
- Mit ér? (single, M-Prod Artist, 2018)
- Gyerünk Tavasz! (single, M-Prod Artist, 2018)

### NAZA
Albumok, kis- és középlemezek
- Az kell, ami nincs (album, 2017)
- Senkid vagyok (EP, 2018)

### La Bomba
- La Bomba (album, Hevesi-Petneházi (HEPI) Stúdió, 2002)[40]

### További albumokon, válogatásokon
- Charlie – album: Chip-Chip Chokas Chip Rock-Magyarország (CD, 2009)[41]
- Én a bánatot csak mindig kifogom – album: Budapest Bár Volume 5: Délutáni Csókok (Bangó Margittal, CD, 2014)[42]
- Az utolsó szerelmes dal – album: Budapest Bár Volume 5: Húszezer Éjszakás Kaland (CD, 2014)[43]
- Árnyéknak lenni – album: Ismerős Arcok: Tizenöt év gondolatban és dalban zenész barátainkkal 1999-2014 (GrundRecords kiadó, CD, 2014)[44]
- Bordal – album: Budapest Bár Klezmer (CD, 2014)[45]
- Egy szó miatt – album: Különböző – Best Hits 20 (hanglemez, 2016)[41]
- Mr. Vasovski Halkabban beszélj (feat. Mező Misi, album, 2017)[46]